# Assemblea nazionale del Nicaragua
L'Assemblea Nazionale del Nicaragua è l'organo unicamerale che esercita il potere legislativo nella Repubblica del Nicaragua. Nasce dopo l'approvazione della Costituzione del 1986 in sostituzione del precedente Congresso Nazionale del Nicaragua.
L'Assemblea Nazionale è composta da 92 deputati con i rispettivi sostituti, eletti con voto universale, paritario, diretto, e segreto, attraverso il sistema proporzionale. A livello nazionale, secondo quanto stabilito dalla legge elettorale, saranno eletti 20 deputati e nelle circoscrizioni dipartimentali e delle regioni autonome 70 deputati.
L'Assemblea Nazionale ha sede nel Palazzo della Cultura di Managua.